# Revolta do 26.º Batalhão de Caçadores
A revolta do 26.º Batalhão de Caçadores (26.º BC) ocorreu em Belém, capital do estado brasileiro do Pará, entre 26 e 28 de julho de 1924, opondo os militares tenentistas desta unidade do Exército Brasileiro aos legalistas do restante das Forças Armadas e da Brigada Militar do Estado, que permaneceram leais ao governo estadual de Antônio de Sousa Castro e governo federal de Artur Bernardes. Sob a liderança do capitão Augusto Assis de Vasconcelos o batalhão rejeitou as ordens de embarque para combater os tenentistas da Comuna de Manaus. Os revoltosos avançaram pelas ruas de Belém até sua derrota pela Brigada Militar, rendendo-se ou fugindo para o interior. Este embate foi a última chance de vitória tenentista na Amazônia.
O plano de fundo aos eventos de Belém foi a decadência do ciclo da borracha e do sistema político da Primeira República, somada à guerra civil deflagrada com a revolta tenentista em São Paulo em julho de 1924. O governo deslocou unidades militares do restante do país para combater na frente paulista e os oficiais tenentistas nessas unidades reagiram. Em Manaus o 27.º BC e a Flotilha do Amazonas revoltaram-se a 23 de julho e iniciaram uma conquista fluvial da região amazônica, tendo como objetivo final Belém, o principal acesso ao comércio internacional. Não há evidência de que os revoltosos em Manaus e Belém tenham coordenado suas iniciativas, mas cada grupo estava ciente do ocorrido na outra cidade. O governo preparou reforços, o Destacamento do Norte do general João de Deus Mena Barreto, mas ele só chegaria a Belém a partir de 9 de agosto. Na noite de 26 de julho o contingente já estava prestes a embarcar, e sabia-se que o destino seria combater a revolta do Amazonas.
Uma desordem no quartel do 26.º BC, na praça Justo Chermont, culminou na prisão do comandante e no envio de patrulhas nas redondezas. Os legalistas tardaram a reagir e grande parte dos contingentes no Forte do Castelo e no QG da 8.ª Região Militar, que comandava os batalhões, desertaram. A maior parte da força legalista foi fornecida pela Brigada Militar. Ambos os lados iniciaram ofensivas a partir das 14h00 do dia seguinte. O capitão Vasconcelos foi mortalmente ferido na avenida que leva seu nome, liderando um ataque, abatendo a moral de sua tropa; o historiador Creso Coimbra atribui sua derrota à divisão da tropa, que já estava em inferioridade numérica, para ataques simultâneos ao QG da Região e ao quartel do Batalhão de Infantaria da Brigada Militar. Os combates foram uma típica guerra de posição, com entrincheiramentos nas ruas. Os revoltosos aproveitavam obstáculos como as mangueiras que margeavam as principais avenidas da cidade. Voluntários civis juntaram-se à revolta.
Às 08h30 de 28 de julho os legalistas cercaram e ocuparam o quartel do 26.º BC. O comando legalista fortificou o litoral, antecipando um ataque da Flotilha do Amazonas, mas esta, informada da derrota, desistiu de atacar Belém. O Destacamento do Norte ocupou Manaus em 30 de agosto, encerrando a campanha tenentista na Amazônia. Uma nova revolta do 26.º BC contra o sistema político da Primeira República ocorreu na Revolução de 1930, e ele foi novamente derrotado, mas o governo estadual cedeu o poder após a vitória nacional da revolução. A administração de Magalhães Barata (1930–1935) promoveu Assis de Vasconcelos a herói oficial.

## Contexto

### O tenentismo e o Pará
Ao início do movimento tenentista, o estado do Pará vivia sob a administração de Antônio de Sousa Castro (1921–1925) e sofria com as mazelas políticas, econômicas e sociais características da década final da Primeira República Brasileira. Desde a decadência do ciclo da borracha e, consequentemente, das receitas das exportações, o orçamento tinha um déficit fora de controle. A receita pública estadual em 1924 foi de 12 197 contos de réis, enquanto as despesas foram de 15 036 contos. Alguns servidores públicos passavam meses sem salário. A situação não afetava somente professores, gráficos e militares da Força Pública; o Juiz de Direito da comarca de Maracanã, dr. Lopes de Barros, anunciou num edital de 28 de setembro de 1921 que suspenderia os trabalhos fora de sua residência, "visto estar ainda impedido de substituir a minha beca inutilizada, e de comprar calçado para sair à rua, uma vez que não me são pagos os meus vencimentos, dos quais do ano fluente apenas recebi o relativo ao mês de janeiro".
A política tinha como características, segundo o historiador Creso Coimbra, o "autoritarismo, o distanciamento com as bases populares, a fraude eleitoral, as perseguições, as depurações eliminando os indesejáveis, a nunca desmentida intenção de continuísmo, o revezamento no poder, os conchavos das cúpulas". O situacionismo paraense alinhava-se às administrações federais de Epitácio Pessoa e Artur Bernardes. A Revolta dos 18 do Forte, executada por militares no Rio de Janeiro para impedir a posse de Bernardes, não teve equivalente em Belém. Os possíveis oficiais revoltosos já haviam sido transferidos, como o tenente Pires Camargo, que havia exercido o comando da  3.ª Companhia do 26.º Batalhão de Caçadores (26.º BC). durante a campanha eleitoral. Oficiais de Belém enviaram ao presidente um telegrama de solidariedade aos militares legalistas que debelaram a revolta.
Um clima de desconfiança perdurava nos meios político e militar. Conforme um relatório do coronel Raimundo Barbosa, comandante da 8.ª Região Militar (8.ª RM) sediada em Belém, a oficialidade do 26.º BC e do 27.º BC, de Manaus, era "constituída na quase totalidade [...] de oficiais removidos inoportunamente para a Amazônia, como indesejáveis em outros pontos do país e que vinham eivados de ideias subversivas". Alguns eram "ligados por fortes laços de afeição e de parentesco a vultos de destaque nos partidos ou grupos em oposição aos governos estaduais". Esta classe "não apresentava condições de segurança de sua fidelidade a lei e de respeito aos poderes constituídos". Era o preço que o governo pagava pela política de transferências punitivas dos oficiais suspeitos. A Região comandava 1 258 homens dispersos pelo Pará, Amazonas, Maranhão e Piauí.

### A campanha da bacia amazônica
Uma calma aparente reinava em Belém no início de julho de 1924, sem perturbação pelas notícias da revolta tenentista que estourou em São Paulo no dia 5. A censura limitava as informações. Lideranças civis (Abel Chermont, Francisco Campos e Apolinário Moreira) organizavam um batalhão patriótico legalista para combater em São Paulo. O governo federal deslocou batalhões do Exército de diversos estados para a frente paulista. Em 7 de julho o Ministério da Guerra determinou que os quatro Batalhões de Caçadores da 8.ª RM (24.º, no Maranhão, 25.º, no Piauí, 26.º e 27.º) estivessem prontos para embarcar para o Rio de Janeiro. A situação era grave o suficiente para retirar toda a tropa federal da Amazônia.
A ordem de embarque chegou no dia 13, mas foi sustada por uma contraordem no mesmo dia, coincidindo com uma revolta em Sergipe. Uma nova ordem de embarque para os quatro batalhões foi expedida no dia 20. No dia 23, o major Euclides Figueiredo, do gabinete do ministro da Guerra, especificou que o embarque não seria das unidades inteiras, mas de contingentes de 250 praças por batalhão, acompanhados por oficiais indicados pelo ministro. O Estado do Pará noticiou o embarque no próximo domingo, dia 27, do contingente do 26.º BC, liderados pelo capitão Enéas Brasil. Eles seguiriam no paquete Bahia, que estava em Manaus, para o Rio de Janeiro. Rumores de uma revolta do 27.º BC e da Flotilha do Amazonas em Manaus já circulavam em Belém no sábado. Há 24 horas as casas comerciais da capital paraense já não tinham resposta a seus telegramas a Manaus. O silêncio era preocupante.
Os rumores eram verídicos: oficiais tenentistas haviam derrubado o governo amazonense no dia 23 e instalado o tenente Ribeiro Junior como chefe de um governo revolucionário. Eles controlaram os três navios da Flotilha em Manaus, os avisos Teffé e Ajuricaba e a canhoneira Missões, e embarcaram cerca de 700 homens e quatro canhões no paquete Bahia. A canhoneira Amapá, único navio da Flotilha do Amazonas que estava ancorado em Belém, permaneceu legalista.
Um destacamento revoltoso subiu o rio Madeira até Porto Velho, enquanto a flotilha principal desceu o rio Amazonas, tendo como objetivo final ocupar Belém e controlar direta ou indiretamente toda a Amazônia. Manaus e Belém eram as duas maiores cidades da região e Belém era seu principal acesso ao comércio internacional. No caminho os revoltosos destituíram autoridades e capturaram estações telegráficas. O forte de Óbidos, no trecho mais estreito do rio Amazonas, seria crucial. Seu armamento principal era de quatro canhões navais Armstrong, de 152 milímetros, um poder de fogo muito maior do que o da Flotilha do Amazonas. Entretanto, a guarnição do forte entregou-se sem resistência. Canhões do forte foram embarcados no Bahia. Se a flotilha revoltosa chegasse a Belém, sua artilharia poderia bombardear os principais prédios militares e políticos; a intendência e o governo estadual estavam a centenas de metros da baía do Guajará. Os defensores não teriam nenhum canhão capaz de reagir.

## A batalha de Belém

### Motim no Exército
Assim como em Manaus, a iminência de um embarque foi pretexto para uma revolta em Belém. Em 26 de julho o 26.° BC tinha ordens de embarcar no paquete Rodrigues Alves, do Lloyd Brasileiro. Já circulavam boatos de que a unidade recusava-se a embarcar para combater seus companheiros. Pelo relato do coronel Barbosa, "continuavam a circular, com inquietadora insistência, boatos sobre os desgostos que produzira no 26.° BC a ordem do sr. Ministro sobre o embarque de um contingente, em vez de todo o batalhão, como primeiramente fora ordenado e para que estava essa unidade preparada". Ainda assim, "no Pará nada indica por enquanto que a ordem venha a ser perturbada". Sua preocupação maior era com a Brigada Militar do Estado, insatisfeita com a corrupção e o descaso do governo estadual.
O comandante da Região, suspeitando da tropa desde o ocorrido em Manaus, dividiu o batalhão, deixando a 2.ª Companhia no quartel e a 3.ª Companhia no Forte do Castelo, onde estava o depósito de armas de munições. À noite uma multidão aguardou a saída do contigente nas imediações do quartel, na praça Justo Chermont, mas os soldados ainda não podiam sair por ordem do comandante, o tenente-coronel Souza Castro. Todos sabiam que o destino seria Óbidos, não mais o Rio de Janeiro; o batalhão subiria o rio Amazonas escoltado pela canhoneira Amapá.
A anarquia gradualmente tomou conta do quartel. O tenente José Justiniano Freire deu ordem de prisão ao cabo Sapucaia por insistir em ultrapassar o portão das armas, desobedecendo ordens. Os soldados que deveriam conduzi-lo calaram as baionetas e disseram "Não pode. Não pode. Assim é demais". Freire argumentou com eles, convencendo alguns, mas como outros continuaram hostis, ele ordenou ao corneteiro que tocasse a formatura geral do contingente. A tropa obedeceu vagarosamente ou ignorou a ordem. Freire prometeu transmitir ao comandante da Região as exigências dos soldados, que se diziam dispostos a partir, contanto que com o batalhão inteiro junto, incluindo o comandante e oficiais, pois apenas um acompanharia o contingente. O tenente-coronel Souza Castro discursou aos soldados, alguns dos quais aplaudiram e outros gritaram "não queremos partir".
Um sargento recomendou ao tenente Freire que fugisse, mas ele ignorou o aviso. O mesmo sargento voltou pouco depois para avisá-lo que "os soldados arrombaram a intendência e estão se municiando. Fuja enquanto é tempo". O tenente conseguiu reunir 30 praças para manter a ordem e entrou no alojamento da companhia, mas seus subordinados dispersaram-se quando viram a companhia pelos corredores, atirando contra as paredes e o cassino dos oficiais. A tropa estava em plena revolta sob a liderança do capitão Augusto Assis de Vasconcelos, acompanhado pelo tenente Edgar Eremta. Grupos armados saíram do quartel e montaram guarda em todos os sentidos. Telefonemas do comando da Região ao batalhão e ao hospital militar não tiveram sucesso, pois os revoltosos cortaram o serviço no centro da cidade com antecedência.
O tenente-coronel Souza Castro foi preso pelos soldados, mas o tenente Freire conseguiu sair pelo portão das armas. Ele conseguiu um automóvel e foi ao Forte do Castelo, onde verificou ser falso o boato de que a companhia ali sediada também estava em revolta. Ele tentou convencer o comandante, o tenente João da Costa Palmeira, a marchar rapidamente ao quartel do 26.° BC e impor a ordem na 2.ª Companhia, aproveitando o efeito surpresa. O tenente Palmeira preferiu levar a 3.ª Companhia ao QG da Região, onde o tenente Freire tentou convencer o coronel Barbosa do mesmo plano de ataque imediato. O comandante da Região preferiu conferenciar com o governador. A conversa foi demorada e a oportunidade se perdeu. A 3.ª Companhia desertou, soldado a soldado, levando os armamentos do Forte até o quartel. O QG da Região foi também abandonado pela maior parte da Companhia de Administração que ali servia, e foi preciso chamar os bombeiros para formar uma linha de defesa. Estes eventos transcorreram, dependendo da fonte, até as 21h00, quando o coronel Barbosa foi informado; após as 21h30, quando a multidão de civis foi aconselhada a abandonar as imediações do quartel; ou até as 22h00, tempo em que não houve resposta das forças destacadas para o embarque.

### Comparação dos combatentes
O efetivo total do 26.° BC, músicos e empregados inclusos, era de 332 homens, uma quantia pequena, da qual cerca de 200 homens lutaram na revolta. A curta duração da batalha não deu tempo para se fazer convocações, mas numerosos reservistas do Exército, estivadores, motorneiros de bondes e populares aderiram às fileiras rebeldes, de forma comparável ao ocorrido em Manaus. Isto revela o clima de descontentamento popular e, conforme Creso Coimbra, demonstra que o movimento "ultrapassou os limites de uma simples quartelada".
Os revoltosos do Exército enfrentaram a Força Pública paraense, denominada Brigada Militar do Estado, e diferente de sua equivalente no Amazonas, ela se mostrou preparada para o combate. Os legalistas organizaram-se em duas colunas, da esquerda e da direita. A coluna da esquerda, comandada pelo major Taciel Cilleno, seria a força de contenção, defendendo os acessos ao QG da Região Militar, órgãos públicos, comércio e telégrafos. O capitão Antônio José do Nascimento comandava a coluna da direita, composta de dois pelotões de infantaria, dois canhões-revólver Hotchkiss, cavalaria ligeira e uma reserva de 30 bombeiros armados com fuzis. Esta seria a força principal de ataque.
Pela organização de 1922, a Brigada Militar era composta de um batalhão de infantaria de 459 praças, organizado em quatro companhias e um pelotão extranumerário, um regimento de cavalaria de 188 praças, organizado em três esquadrões e um pelotão extranumerário, e um grupo misto com uma companhia de metralhadoras e outra de administração, para um total de 71 oficiais, 5 aspirantes e 760 praças. Destes, combateram 151 homens do Batalhão de Infantaria e 34 de um piquete de cavalaria, conforme o historiador da força policial Orlando Rego. Também lutaram 56 guardas civis, 16 bombeiros municipais e 65 militares do Exército na Companhia de Administração, para um total de 292 combatentes, sem subtrair os desertores da Companhia de Administração. Creso Coimbra registra 500 homens no lado do governo, em expressiva vantagem numérica. Segundo o comandante da coluna da direita, ela chegou a ter 350 homens com o reforço de reservistas. Alguns marinheiros da Flotilha do Amazonas e Capitania dos Portos também lutaram nas fileiras legalistas.
As fontes apresentam um armamento em bom estado, oriundo das modernizações do Exército nos anos anteriores: pistolas Parabellum, fuzis Mauser e armas de repetição. O Exército consumiu 18 mil balas de fuzil. Creso Coimbra ressalta que os legalistas estavam muito melhor municiados. Uma estação de radiotelegrafia portátil foi provavelmente usada pela coluna da direita para se manter em contato com o comando geral.
Ambos os lados pretendiam uma guerra total, preparando-se para a resistência mais longa possível, e esperavam reforços pelos rios; a batalha de Belém era somente uma parte da guerra civil mais ampla com duas grandes frentes, uma de São Paulo ao Paraná e outra na Amazônia. As táticas de ambos os lados eram de combate de posições, com o entrincheiramento de pontos nas ruas e a conquista de pontos do oponente. A escolha das posições defensivas demonstra um extenso planejamento. Os revoltosos demonstraram um bom conhecimento do terreno ao diluir a tropa em obstáculos como as mangueiras que margeavam as principais avenidas de Belém, de forma que em alguns momentos os legalistas mal souberam de onde vinha a fuzilaria. Os legalistas fizeram avanços e recuos paulatinos, entrincheirando cada quarteirão conquistado. Ao anoitecer, o controle do governo sobre os serviços públicos permitiu-o apagar a iluminação elétrica, que favorecia menos a tropa legalista concentrada.

### Coluna da esquerda
Na noite de 26 e madrugada e manhã de 27 os revoltosos distribuíram patrulhas e sentinelas ao redor da praça Justo Chermont, da avenida 22 de Junho até as vias de São Jerônimo, Nazaré, Generalíssimo Deodoro, Gentil Bittencourt e Conselheiro Furtado. À tarde seu perímetro defensivo incluía posições na avenida Nazaré próximo à travessa Dr. Moraes, nas avenidas São Jerônimo e Ferreira Pena, na avenida Conselheiro Furtado próxima à travessa Quintino Bocaiúva e nas ruas Gentil Bittencourt e Brás Aguiar. Este perímetro defensivo permitia controlar as linhas de bonde.
Assis Vasconcelos liderava um batalhão em desvantagem numérica, mas ainda assim partiu à ofensiva. Creso Coimbra compara este líder aos tenentes da Revolta dos 18 do Forte, pois "outro oficial mais técnico e menos arrojado teria preferido manter-se na posição defensiva". Ele marchou do quartel do 26.° BC às 14h00 ou 14h30, pela avenida Nazaré, com 54 homens, conforme  Orlando Rego. A coluna legalista da esquerda partiu também às 14h30: o major Cilleno seguiu à Praça da República, enquanto um piquete de 34 cavaleiros, liderados pelo tenente Henrique Ferreira da Silva, fez um reconhecimento na avenida São Jerônimo. Na esquina da travessa Rui Barbosa, a cavalaria foi atacada por revoltosos escondidos nas mangueiras e outros obstáculos. O tenente morreu com um tiro no peito e o piquete recuou.
A montaria do capitão Vasconcelos foi ferida e ele continuou a pé. Ao passar pela travessa Dr. Moraes, sua tropa quase foi atingida por fios de alta tensão. Na Praça da República eles foram recebidos pela fuzilaria e metralhadoras de um pelotão legalista, e após uma momentânea desorganização, expulsaram os defensores com uma carga de baionetas. O pelotão da Praça da República recuou ao quartel do Batalhão de Infantaria da Brigada Militar, na rua Gaspar Viana. A bibliografia é confusa quanto aos avanços e recuos. Segundo o jornal República (transcrito no Pacotilha, de São Luís), a coluna esquerda recuou ao quartel para que pudesse lutar de posições fortificadas. Um questionamento a essa interpretação é que o quartel seria fácil de cercar e render, e por si só não oferecia vantagem tática.
Perseguindo o pelotão legalista, o capitão Vasconcelos conduziu sua tropa na direção do Batalhão de Infantaria. No caminho, tomaram a sede do Tiro 14, na avenida Ferreira Pena, esquina da Lauro Sodré. Neste momento eles foram emboscados por legalistas entrincheirados nos muros e telhados da Serraria Batista Lopes, na rua 28 de setembro. A fuzilaria matou um dos revoltosos e feriu três, incluindo o comandante, que morreria mais tarde. Com seu comandante fora de combate, os atacantes nesse eixo desorganizaram-se. O tenente Juventino assumiu o comando da revolta, mas não conseguiu inspirar a confiança da tropa tanto quanto Assis de Vasconcelos.
Na mesma tarde os revoltosos ainda fizeram uma ofensiva ao QG da Região Militar, que era defendido pela Companhia de Administração, quatro metralhadoras e 16 bombeiros, dispostos na praça Saldanha Marinho Após aprisionar duas patrulhas legalistas, eles tentaram três ataques ao QG, todos os quais foram repelidos. Conforme transcrito na Pacotilha, os revoltosos invadiram as ruas Aristides Lobo, Lauro Sodré, Paes de Carvalho e 28 de Setembro, foram repelidos e tentaram novamente pela avenida 15 de Agosto, a rua Riachuelo, a praça da Trindade e a travessa São Mateus; cerca de 30 deles atacaram a residência do governador, mas foram repelidos pela guarda de oito policiais. Ao escurecer, a notícia da morte do capitão Vasconcelos espalhou-se na tropa, que recuou ao quartel ou desertou.
O QG abrigava farta munição e tinha importância psicológica e simbólica. Segundo Creso Coimbra, os atacantes ao QG haviam sido mandados pelo capitão Vasconcelos, que separou sua força em duas para ofensivas simultâneas ao QG e ao Batalhão de Infantaria da Brigada Militar, o que foi um erro fatal, pois dispersou sua força que já estava em inferioridade numérica; o correto teria sido atacar o QG primeiro e depois o Batalhão de Infantaria. Orlando Rego, historiador da força policial paraense, tem uma descrição diferente: "com seu comandante fora de combate, os amotinados ficaram desorientados e, cerca de 16,00 horas, desarticulando-se, divididos em grupos, tomaram várias direções, tendo um deles seguido pela Aristides Lobo, a fim de tentar o assalto ao Quartel-General, onde pretendiam municiar-se e fazer dali o centro de operações para o ataque ao Palácio do Governo".

### Coluna da direita
Paralelamente aos combates da coluna legalista esquerda, a coluna direita também avançou a partir das 14h00, conforme o relato do capitão Antônio Nascimento, deslocando-se para a praça Batista Campos. Uma cobertura de cavalaria foi enviada a cerca de um quarteirão daquela praça, provavelmente para cobrir o espaço entre as duas colunas, mas devido ao avanço lento da coluna da esquerda, sua ligação foi cortada. A coluna da direita prosseguiu até as ruas Munducurus e Serzedelo Corrêa e daí pela linha da Estrada de Ferro de Bragança até a avenida Conselheiro Furtado.
Pequenos combates foram travados até chegar à avenida, na qual a coluna foi reforçada pelo contingente de infantaria do tenente José Martins do Nascimento. Ela avançou gradualmente sob fuzilaria "de todas as direções", sem perceber claramente de onde vinham os disparos. Na travessa Quintina Bocaiúva a artilharia, que até então não tinha espaço para operar, pois o terreno era difícil, foi usada contra disparos vindos de um capinzal. A partir de então, segundo o capitão, "atacamos vigorosamente o inimigo até chegar à avenida Generalíssimo Deodoro. Entretanto, quase nenhum mal tínhamos feito ao adversário devido a este se achar em tocaia em toda a avenida Conselheiro Furtado".  Pouco antes das 18h00 o combate teve uma trégua, que a coluna aproveitou para fazer o levantamento de suas cinco baixas. Entre elas estava o tenente Menezes, morto enquanto manejava uma peça de artilharia, e portanto, um alvo prioritário do inimigo.

### Combates finais
A avenida Generalíssimo Deodoro era também o objetivo da coluna esquerda, e ambas colunas continuaram a luta durante a noite. Na avenida Nazaré, revoltosos atiraram das sarjetas, portas, postes e mangueiras, mas em intensidade cada vez menor. Os legalistas conquistaram as ruas Gentil Bittencourt e Brás de Aguiar, "ficando apenas os mais fortes nos trilhos da E. F. de Bragança que correm por trás do quartel". Os revoltosos acabaram sitiados no quartel do 26.° BC. A coluna da esquerda bombardeou o quartel com um canhão a partir das 02h00 da madrugada de 28 de julho, e a coluna da direita, a partir das 04h00. Os revoltosos concentraram fogo nesta peça, sem sucesso.
Conforme o relato do jornal República, "fuzilaria, metralhadoras e canhão não cessam do lado legalista, enquanto se enfraquece a cada momento a resistência dos soldados revoltosos". As duas colunas se uniram às 05h00 e intensificaram o ataque, ocupando o quartel às 08h30. Em seguida a coluna da esquerda avançou pela 27 de Junho e a avenida da Independência, e a coluna da direita pela Gentil Bittencourt até o início da avenida Tito Franco. Os revoltosos remanescentes foram presos ou fugiram pelas matas.

### Baixas
Creso Coimbra registra seis mortos no 26.° BC, incluindo o capitão Vasconcelos, e 16 feridos em todos os lados, dos quais cinco foram civis, incluindo uma menina de 13 anos. A população acompanhou os combates das portas e janelas das casas ou mesmo nas mangueiras e esquinas, ocasionando várias baixas. Os civis foram fontes prováveis de informação nos reconhecimentos. Ambos os lados procuraram evitar danos colaterais à cidade, e conforme o consulado dos Estados Unidos em Belém, a revolta não realizou pilhagens ou atentados contra a propriedade particular. A Brigada Militar registrou sete mortos e doze feridos. Dois de seus tenentes, Henrique Ferreira da Silva e Plácido Martins Ferreira, receberam promoções póstumas por bravura.
Assis de Vasconcelos recebeu três tiros: um na coxa esquerda, um na parte posterior do pescoço e o último, fatal, pelo omoplata esquerdo, nas costas, alojando-se no pulmão. Ele passou toda a noite de 27 de julho estendido na calçada e só pela manhã foi levado ao Hospital da Ordem Terceira de São Francisco, onde morreu no início da tarde. Os mesmos jornais que desdenharam dos tenentistas como "indisciplinados", "rebeldes", "insubordinados" e "mazorqueiros" elogiaram a "bravura", "coragem" e liderança do capitão.

## Consequências
Embora vitoriosa em Belém, a liderança política e militar paraense sabia que os reforços legalistas demorariam dias a chegar, e portanto, prepararou uma defesa do litoral contra um ataque fluvial tenentista. O capitão de mar e guerra Emmanuel Braga, comandante dos legalistas da Flotilha do Amazonas e inspetor do Arsenal de Marinha de Belém, ordenou a barragem (provavelmente com obstáculos como boias sinalizadoras) dos canais do Arrozal e Cotijuba, e seus respectivos faróis foram apagados. O exército legalista, reforçado por reservistas da Marinha, civis e bombeiros, formou trincheiras ao longo de todo o litoral. A tropa embarcada no Bahia seria equivalente a todo o efetivo da Brigada Miltiar. O governo federal estendeu o estado de sítio ao Pará e Amazonas no dia 27.
Nem todos os militares do 26.° BC abandonaram a luta de imediato. O cabo-furriel Sebastião Venâncio de Almeida, mais conhecido como "cabo Corumbá", juntou cerca de 15 homens numa tentativa de guerrilha. Ele ameaçou seus subordinados de morte se fugissem, mas eles desertaram a cada oportunidade. O cabo Corumbá acabou viajando ao território tenentista de Óbidos, onde foi o único representante dos revoltosos de Belém.
Em Manaus a derrota tenentista em Belém não foi noticiada pelo Jornal do Povo, que estava sob controle dos revoltosos. Nenhum documento prova um planejamento conjunto dos movimentos em Manaus e Belém, mas os revoltosos do Amazonas sabiam da revolta no Pará e seu movimento apressado pelo rio Amazonas visava resgatar seus companheiros em Belém. Ao chegar a São Francisco da Jararaca, na ilha de Marajó, a flotilha revoltosa soube pelos jornais da provável derrota do movimento de Belém. Ainda assim, uma operação contra a cidade ainda foi tentada. Em 3 de agosto o aviso Ajuricaba contornou o canal de Cotijuba e aproximou-se de Belém, mas nada fez além de uma mensagem radiotelegráfica, à qual o governador Souza Castro teria respondido: "Olhem, moços, a esquadrilha de guerra vem aí!" A 4 de agosto a flotilha revoltosa voltou a Óbidos.
A revolta em Belém foi a última chance de vitória dos tenentistas na Amazônia. Em 6 de agosto o consulado americano informou ao Departamento de Estado, em Washington, que o Pará estava sob lei marcial, os revoltosos de Manaus controlavam quase toda a região amazônica, mas não Belém, e o governador havia assegurado que o inimigo não teria condições de atacar a capital estadual. Em 31 de julho o governo federal organizou o Destacamento do Norte, comandado pelo general João de Deus Mena Barreto, para reprimir as revoltas na Amazônia. Seus primeiros navios atracaram em Belém no dia 9. O Destacamento tinha uma força de desembarque de pelo menos 69 oficiais e 1 474 praças do Exército e uma força naval com o cruzador Barroso, dois contratorpedeiros e embarcações menores, além de dois hidroaviões M.F. da Aviação Naval.  O Destacamento do Norte embarcou a partir de 16 de agosto, simbolizando a vitória legalista com grandes desfiles pelas avenidas onde os revoltosos de Belém haviam lutado. Ele reocupou Santarém no dia 19, Óbidos no dia 26 e Manaus no dia 30, prendendo as lideranças da revolta e encerrando a campanha tenentista na Amazônia.
Souza Castro saiu fortalecido na opinião pública após o episódio. Seus dois sucessores, Dionísio Bentes e Eurico Vale, foram também representantes das oligarquias da Primeira República. O déficit no orçamento continuou, embora não tão grave quanto no governo Sousa Castro. No decurso da Revolução de 1930 houve mais uma revolta do Exército em Belém, e mais uma vez a resistência da Força Pública manteve o governo no poder. Eurico Vale só foi destituído do cargo após a vitória nacional da revolução. Seu sucessor, o interventor Magalhães Barata, era veterano do tenentismo. A construção de símbolos e tradições do novo regime elevou o capitão Assis de Vasconcelos a herói oficial, comemorado em datas cívicas e no nome de avenidas, praças públicas e escolas.

### Citações
1. 1 2 3 4 5 6 7 8  Coimbra 1981, p. 106.
2. 1 2 3 4  Rego 1981, sem página, reproduzido no Museu Digital da PMPA.
3. ↑  Farias 2023, p. 62.
4. 1 2  Coimbra 1981, p. 74.
5. ↑  Oliveira 2012, p. 27-28.
6. ↑  Coimbra 1981, p. 78-80.
7. 1 2  Farias 2023, p. 64-65.
8. ↑  Coimbra 1981, p. 84.
9. ↑  Coimbra 1981, p. 96.
10. ↑  Coimbra 1981, p. 91.
11. ↑  Pereira 2021, p. 323.
12. ↑  Cascardo 2005, p. 293-295.
13. 1 2  Coimbra 1981, p. 98.
14. ↑  Coimbra 1981, p. 99.
15. ↑  Coimbra 1981, p. 101.
16. 1 2  Marreca 1940, p. 180.
17. ↑  Cascardo 2005, p. 300.
18. ↑  Cascardo 2005, p. 300-301.
19. ↑  Coimbra 1981, p. 100-101.
20. ↑  Cascardo 2005, p. 312.
21. ↑  Coimbra 1981, p. 111-112.
22. ↑  Pereira 2021, p. 324, 328-330.
23. 1 2 3  Pereira 2021, p. 380.
24. ↑  Pereira 2021, p. 347, 349, 358, 376.
25. ↑  Coimbra 1981, p. 112.
26. ↑  Pereira 2021, p. 348-350.
27. ↑  Pereira 2021, p. 397.
28. ↑  Pereira 2021, p. 380-381.
29. ↑  Cascardo 2005, p. 313-314.
30. 1 2 3 4 5 6 7 8 9 10  Rego 1981, p. 154-158, reproduzido no Museu Digital da PMPA.
31. 1 2  Coimbra 1981, p. 102.
32. ↑  Coimbra 1981, p. 112-103.
33. 1 2  Coimbra 1981, p. 104-105.
34. 1 2  Pereira 2021, p. 381.
35. 1 2 3 4  Pereira 2021, p. 382.
36. ↑  Coimbra 1981, p. 111.
37. ↑  Pereira 2021, p. 379.
38. 1 2  Pereira 2021, p. 387, 390.
39. 1 2 3 4 5  Pacotilha, 8 de agosto de 1924.
40. 1 2 3  Pereira 2021, p. 387.
41. ↑  Pereira 2021, p. 391.
42. ↑  Pereira 2021, p. 392-393.
43. 1 2  Pereira 2021, p. 394.
44. 1 2 3 4  Pereira 2021, p. 389.
45. ↑  Pereira 2021, p. 402.
46. ↑  Pereira 2021, p. 386, 399.
47. ↑  Pereira 2021, p. 382-383.
48. 1 2 3 4  Pereira 2021, p. 386.
49. ↑  Pereira 2021, p. 388-391, 393.
50. 1 2  Pereira 2021, p. 393.
51. ↑  Coimbra 1981, p. 105.
52. ↑  Pereira 2021, p. 385.
53. 1 2 3  Coimbra 1981, p. 110.
54. 1 2 3  Pereira 2021, p. 392.
55. 1 2  Coimbra 1981, p. 107.
56. ↑  Coimbra 1981, p. 108.
57. 1 2 3  Pacotilha, 7 de agosto de 1924.
58. ↑  Coimbra 1981, p. 106-107.
59. ↑  Pereira 2021, p. 388-390.
60. ↑  Pereira 2021, p. 388.
61. 1 2  Meirelles 2002, p. 206.
62. ↑  Pereira 2021, p. 398.
63. ↑  Brasil, Decreto nº 16.535, de 27 de julho de 1924. Estende aos Estados do Amazonas e Pará o estado de sitio por sessenta dias.
64. ↑  Coimbra 1981, p. 109.
65. ↑  Coimbra 1981, p. 115.
66. ↑  Pereira 2021, p. 374-375.
67. 1 2  Pereira 2021, p. 376.
68. ↑  Pereira 2021, p. 394-395.
69. ↑  Pereira 2021, p. 397-399.
70. ↑  Coimbra 1981, p. 113.
71. ↑  Pereira 2021, p. 399-401.
72. ↑  Pereira 2021, p. 400-401.
73. ↑  Coimbra 1981, p. 114-116.
74. ↑  Coimbra 1981, p. 116.
75. ↑  Oliveira 2012, p. 28-31, 58, 134-135.